# Нектарик катанганський
Некта́рик катанганський (Cyanomitra bannermani) — вид горобцеподібних птахів родини нектаркових (Nectariniidae). Мешкає на заході Центральної Африки. Вид названий на честь британського орнітолога Девіда Баннермана.

## Поширення і екологія
Катанганські нектарики мешкають в Анголі, на півдні Демократичної Республіки Конго (в регіоні Катанга) та на північному заході Замбії. Вони живуть в рівнинних тропічних лісах і саванах.